# Xã McNett, Quận Lycoming, Pennsylvania
Xã McNett (tiếng Anh: McNett Township) là một xã thuộc quận Lycoming, tiểu bang Pennsylvania, Hoa Kỳ. Năm 2010, dân số của xã này là 174 người.